# Eugen Mack
Eugen Mack (Arbon, 21 de setembro de 1907 - Basel, 29 de outubro de 1978) foi um ginasta suíço, que competiu em provas de ginástica artística.
Entre as décadas de 1920 e 1930, Eugen competiu pela Suíça nos dois maiores campeonatos da época. Neste período, a Itália, do campeão olímpico Alberto Braglia, e a Suíça eram as potências dominadoras, devido as vitórias por equipes entre 1912 e 1932. No lado suíço, Eugen foi o destaque, por subir ao pódio olímpico seis vezes e ao mundial outras onze. Em sua carreira, destacaram-se as medalhas de ouro por equipes e no salto, nos Jogos Olímpicos de Amsterdã, e as seis vitórias nos mundiais de Budapeste em 1934, e de Praga, em 1938. Na Hungria, saiu-se como o maior vencedor da edição, com seis medalhas, cinco delas de ouro: individual geral, cavalo com alças, salto sobre o cavalo, barras paralelas e equipes.
Em 1978, quarenta anos após suas últimas conquistas como atleta, o já ex-ginasta faleceu aos 71 anos de idade. Passadas pouco mais de duas décadas de sua morte, foi inserido, em  homenagem póstuma, no International Gymnastics Hall of Fame, onde figura ao lado de outros compatriotas.